# تاریخ فلسفه غرب
تاریخ فلسفه غرب کتابی‌ست از برتراند راسل شامل شرح نقادانه تاریخ فلسفه در کشورهای غربی از هزاره اول پیش از میلاد مسیح تا اواسط قرن بیستم میلادی.

## معرفی
تاریخ فلسفهٔ غرب، بازنویسی سلسله درس‌هایی است که راسل از ۱۹۴۰ تا ۱۹۴۳ در آمریکا داده بود و سپس در تابستان ۱۹۴۴ در انگلستان برای انتشار آماده شد. این کتاب پرخواننده‌ترین اثر راسل از کار درآمد و از زمان انتشار (۱۹۴۵) تا امروز همیشه در ردیف آثار پرفروش قرار داشته‌است؛ ولی اهل فن دربارهٔ ارزش آن اتفاق نظر ندارند. برخی آن را نمونهٔ قوت تحلیل و روشنائی بیان می‌دانند. برخی نیز برآنند که در تاریخ برداشت‌های شخصی و یک جانبه‌ای از متفکران و مکاتب فلسفی ترسیم شده‌اند که به عنوان تنها وسیلهٔ آشنایی با تاریخ تفکر اروپایی، می‌توانند بسیار گمراه‌کننده باشند. کسانی هم هستند که معتقدند هر دو حکم یاد شده، کم یا بیش درست هستند. راسل در این باره می‌گوید:
"فردی بی تمایل خاص نمی‌تواند تاریخ جالب توجهی بنویسد، به نظر من، کسی که مدعی نداشتن تعصب یا تمایلی باشد فریبکار است."

وی همچنین در مقدمه این کتاب می‌گوید:
در تألیف کتابی چون کتاب حاضر، مسئلهٔ برگزیدنِ مطلب مسئلهٔ بس دشواری است. کتابی که در آن از جزئیات سخن به میان نیاید، خشک و خالی و خسته کننده می‌گردد؛ و چون به جزئیات پرداخته شود، بیم آن می‌رود که مثنوی هفتاد من کاغذ شود. من خواسته‌ام این دوشق را باهم سازش دهم، از این راه که فقط از فلاسفه ای سخن بگویم که در نظرم دارای اهمیت بسیارند؛ و در مورد همین فلاسفه نیز آن جزئیاتی را به میان آورم که اگر ضروری نباشند، باری در توضیح مطلب و جان بخشیدن به کلام به کار آیند. فلسفه در گذشته امری تنها مربوط به مدرسه‌ها یا موضوعی تنها برای بحث و جدل مشتی مردم درس خوانده نبوده‌است. فلسفه جزو زندگی اجتماع بوده، و من کوشیده‌ام آن را بدین اعتبار بررسی کنم. اگر این کتاب حسنی داشته باشد، آن حسن همانا از این رهگذر حاصل آمده‌است.

## متن کتاب
کتاب در سه بخش کلی تنظیم شده‌است و به بررسی فلسفه هزاره اول قبل از میلاد تا اواسط قرن بیستم میلادی پرداخته‌است. راسل چنان‌که در مقدمه کتابش آورده فقط از فلاسفه ای سخن گفته‌است که در نظرش دارای اهمیت بسیار بوده‌اند و در مورد همین فلاسفه نیز آن جزئیاتی را به میان آورده که اگر ضروری هم نبوده در توضیح مطلب به کار آمده‌است.

### فلسفه قدیم
فلسفه پیش از سقراط: 
ظهور تمدن یونان، مکتب ملطی، فیثاغورس، هراکلیتوس، پارمنیدس، امپدوکلس، فرهنگ آتن، انکساگوراس، اتمیستها، پروتاگوراس
سقراط، افلاطون، ارسطو
فلسفه باستانی پس از سقراط:
جهان یونانی، کلبیان و شکاکان، اپیکوریان، فلسفه رواقیان، امپراطوری روم، فلوطین

### فلسفهقرون وسطی
آباء: سیر دینی قوم یهود، مسیحیت در چهار قرن نخست، سه مجتهد کلیسا، آگوستین قدیس، بندیکت قدیس و گرگوری کبیر
فلسفه مدرسی: دستگاه پاپ، جان اسکات، اصلاح کلیسا، فلسفه اسلامی، قرن دوازدهم، قرن سیزدهم، توماس آکویناس، مدرسیان فرانسیسی

### فلسفه جدید
از رنسانس تا هیوم: رنسانس، ماکیاولی، اراسموس و مور، فرانسیس بیکن، لویاتان هابز، دکارت، اسپینوزا، لایب نیتس، لیبرالیسم فلسفی، جان لاک، جرج بارکلی، هیوم
از روسو تا امروز: نهضت رومانتیک، روسو، کانت، هگل، بایرون، شوپنهاور، نیچه، کارل مارکس، برگسون، ویلیام جیمز، جان دیویی
آخرین بخش: فلسفه تحلیل منطقی

## نظرات دربارهٔ کتاب
آلبرت اینشتین دربارهٔ این کتاب گفته‌است: 
تاریخ فلسفه برتراند راسل کتابی است پر ارج. متحیرم که تازگی فرحبخش و اصالت این اثر را باید ستود یا حساسیت همدلی این متفکر بزرگ با اندیشمندان زمانهای بسیار دور را. نهایت سعادت می‌دانیم که نسل خشک و ددآسای زمان ما از وجود چنین مرد عاقل و باشرف و جسور، و در عین حال شوخ‌طبع، برخوردار است. کتابی است در اعلی درجه آموزنده، بسیار بلند مرتبه، و برتر از ستیزهای حزبها و تضاد عقیده‌ها.

## ترجمه
این کتاب را نجف دریابندری نخست در چهار جلد به فارسی برگرداند که در چاپهای بعدی با یکی شدن جلدهای سوم و چهارم، سرانجام در سه جلد در اختیار علاقه‌مندان قرار گرفت؛ و اکنون با یکی شدن تمام مجلدها در یک جلد ۱۰۴۸ صفحه‌ای، از طریق انتشارات آوند دانش عرضه می‌گردد.
همچنین نجیب محفوظ نویسنده بنام مصری نیز آن را به عربی ترجمه کرده‌است.